# Tranh cãi quảng cáo Kangaroo 2011
Vào rạng sáng ngày 29 tháng 5 năm 2011 theo giờ địa phương, trong trận chung kết UEFA Champions League 2010–11 trực tiếp trên kênh VTV3, một đoạn quảng cáo dài 5 giây của thương hiệu máy lọc nước Kangaroo đã được phát lại liên tiếp với thời gian lâu nhất là 54 lần suốt 15 phút nghỉ giữa hiệp của trận đấu. Sự việc này nhanh chóng tạo nên một hiệu ứng lan truyền cũng như dấy lên tranh cãi và phản ứng gay gắt từ khán giả. Đa số các chỉ trích đều hướng về đơn vị mua quảng cáo phát sóng là Tập đoàn Kangaroo cùng bộ phận duyệt phát của nhà đài vì tính phản cảm và sự thiếu tôn trọng người xem.
Trung tâm Quảng cáo và Dịch vụ Truyền hình (TVAd) lần đầu tiên vì vụ việc đã phải chính thức lên tiếng cáo lỗi; bản thân quảng cáo cũng xác lập kỷ lục "phim quảng cáo có số lần phát sóng trên truyền hình nhiều nhất trong thời gian ngắn nhất" và được xếp vào danh sách đầu trong số các quảng cáo gây tranh cãi trong năm. Hiện tượng từ sự kiện trên đã kéo theo xu hướng quảng cáo tương tự của nhiều công ty khác. Đây được coi là một trong những chiến dịch tiếp thị "chưa từng có" trong lịch sử ngành quảng cáo Việt Nam và được báo chí truyền thông xưng danh là "thảm họa quảng cáo truyền hình Việt".

## Phát sóng
Ý tưởng về quảng cáo được thực hiện bởi một nhân sự cấp cao của công ty chỉ trong vòng một tuần, lấy cảm hứng từ bài hát "Lemon Tree" và đã sử dụng để phát sóng trên nhiều kênh truyền hình khác nhau. Tuy nhiên một chiến dịch truyền thông sau đó mới được lên kế hoạch chính thức vào khung giờ có nhiều người theo dõi nhất. Đại diện công ty đã tiết lộ số tiền cho chiến dịch này là "rất lớn" và "tương đương với một năm quảng cáo của doanh nghiệp cỡ vừa".
Vào rạng sáng ngày 29 tháng 5 năm 2011, trong khoảng thời gian trước, giữa và sau trận chung kết mùa giải UEFA Champions League 2010–11 trực tiếp trên kênh VTV3, một đoạn quảng cáo dài 5 giây của thương hiệu máy lọc nước Kangaroo – với hình ảnh thể hiện logo, số điện thoại và trang web công ty, đi kèm một tiếng nổ lớn cùng giọng đọc của bình luận viên Long Vũ "Kangaroo, Máy lọc nước hàng đầu Việt Nam" – đã phát lại liên tiếp trong các khung giờ quảng cáo khác nhau. Thời gian lâu nhất được nhiều người xem tại thời điểm ghi nhận là 54 lần suốt 15 phút nghỉ giữa hiệp của trận đấu. Tổng số lần phát lại quảng cáo trong trận đấu được báo cáo với con số là 90.

## Phản ứng
Ngay sau lượt quảng cáo dài 15 phút phát sóng, nhiều khán giả đã nhanh chóng đăng tải lại đoạn ghi lên YouTube cùng nhiều nền tảng mạng xã hội và diễn đàn trực tuyến. Hàng loạt Fanpage trên Facebook mang tên: “Hội phát cuồng vì máy lọc nước hàng đầu Việt Nam” hay “Kangaroo – Máy chọc tức hàng đầu Việt Nam” ra đời và nhận được gần 6.000 lượt thích sau 5 tiếng cùng với hàng trăm bình luận, chia sẻ. Thậm chí hãng này còn trở thành nguồn cảm hứng cho người dùng mạng chế ảnh và video. Từ khóa "Máy lọc nước Kangaroo" trên Google cũng trả về gần 400.000 kết quả vào sáng cùng ngày. Nhiều người đã bày tỏ thái độ gay gắt, với đa số chỉ trích hướng về đơn vị mua quảng cáo phát sóng và bộ phận duyệt phát của nhà đài vì tính phản cảm và sự thiếu tôn trọng người xem. Bất chấp những phản ứng tiêu cực, bản thân quảng cáo vẫn tiếp tục duy trì hiệu ứng lan truyền suốt nhiều ngày sau đó, thậm chí còn được hàng loạt báo chí và truyền thông trong nước gọi là "thảm họa quảng cáo truyền hình Việt".
Vào ngày 31 tháng 5 cùng năm, Trung tâm Quảng cáo và Dịch vụ Truyền hình – đơn vị chịu trách nhiệm duyệt phát đoạn quảng cáo trên, đã chính thức lên tiếng cáo lỗi, theo đó nói rằng sẽ nghiêm túc rút kinh nghiệm trong việc bố trí cấu trúc các mẫu quảng cáo để không gây khó chịu cho khán giả, ngoài ra cũng cho biết đây là lần đầu tiên gặp phải trường hợp trên. Giám đốc marketing của Kangaroo, trong một bài phỏng vấn với tạp chí Giáo dục Việt Nam, đã khẳng định quảng cáo công ty không hề mang tính phản cảm và cho biết những người phê phán sự việc chủ yếu là vì đội bóng hâm mộ bị thua trận nên họ đã "trút giận" lên quảng cáo và các sản phẩm của công ty.

## Ảnh hưởng
Vụ việc sau khi xảy ra đã tạo nên một tranh cãi lớn về vấn đề thuần phong mỹ tục và tính thẩm mỹ của các phim quảng cáo tương tự được phát trên truyền hình tại thời điểm. Nhiều quảng cáo của các công ty khác đã nhại lại theo cách làm trên, tạo ra nhiều ý kiến trái chiều. Dù phải nhận chỉ trích, doanh số của công ty sau vụ việc vẫn được báo cáo tăng đến 400%.
Một bài phân tích của báo Dân trí đã lý giải quảng cáo dựa trên góc độ truyền thông và khẳng định tính hiệu quả chiến dịch tiếp thị của công ty. Bài viết trên báo Nhân Dân thì lấy vụ việc ra làm ví dụ khuyến khích việc bổ  Luật Quảng cáo nhằm siết chặt quản lý và xử lý những sự việc tương tự. Đây cũng được coi là chiến dịch truyền thông "chưa từng có" trong lịch sử ngành quảng cáo Việt Nam.
Tháng 10 năm 2011, Tổ chức Kỷ lục Việt Nam đã xác lập kỷ lục cho Kangaroo là "phim quảng cáo có số lần phát sóng trên truyền hình nhiều nhất trong thời gian ngắn nhất" và đoạn quảng cáo được xếp vào danh sách những quảng cáo gây tranh cãi trong năm 2011. Thành công của quảng cáo sau này được đưa vào các bài giảng của nhiều trường đại học trong nước.
Ngày 2 tháng 6 năm 2024, trong thời gian nghỉ giữa hiệp trận Chung kết UEFA Champions League 2024, mẫu quảng cáo máy lọc nước Kangaroo từ 13 năm trước tiếp tục được công ty sử dụng để phát lại liên tục trên sóng truyền hình nội địa. Đại diện thương hiệu cho biết tuy gây tranh cãi nhưng quảng cáo vẫn "là yếu tố quan trọng giúp tăng độ nhận diện thương hiệu gấp nhiều lần" và kỳ vọng sự tái xuất này sẽ "tiếp tục mang lại hiệu ứng tích cực cho Kangaroo".